# Gabriel Boschilia
Gabriel Boschilia (Piracicaba, 5 marzo 1996) è un calciatore brasiliano, centrocampista o ala dell'Operário-PR.

## Caratteristiche tecniche
Gioca come centrocampista offensivo; agisce prevalentemente come ala su entrambe le fasce,  predilige solitamente partire dal centrodestra per poi accentrarsi e calciare con il mancino oppure verticalizzare per la punta. Bravo tecnicamente è dotato di buona agilità grazie al fisico minuto, è molto abile nel dribbling e salta con facilità l'uomo.

## Carriera

### Club

#### Monaco e il prestito allo Standard Liegi
Il 10 agosto 2015 passa al Monaco per 10 milioni di euro dove firma un contratto quinquennale. Dopo solo 5 apparizioni con i monegaschi il 9 gennaio 2016 passa in prestito semestrale allo Standard Liegi, tuttavia a fine stagione fa ritorno al Monaco.
Nella prima parte della stagione 2016-2017 gioca 16 partite realizzando ben 8 reti. Nel febbraio 2017 subisce un brutto infortunio al ginocchio destro, costringendolo a chiudere con qualche mese di anticipo la stagione.

### Nazionale
Ha preso parte al Mondiale Under-17 2013 risultando il miglior marcatore del Brasile U-17.
Ha partecipato al Mondiale Under-20 2015 concluso al secondo posto.

## Statistiche

### Presenze e reti nei club
Statistiche aggiornate all'11 febbraio 2017.
| Stagione            | Squadra          | Campionato       | Campionato | Campionato | Coppe nazionali | Coppe nazionali | Coppe nazionali | Coppe continentali | Coppe continentali | Coppe continentali | Altre coppe | Altre coppe | Altre coppe | Totale | Totale |
| Stagione            | Squadra          | Comp             | Pres       | Reti       | Comp            | Pres            | Reti            | Comp               | Pres               | Reti               | Comp        | Pres        | Reti        | Pres   | Reti   |
| ------------------- | ---------------- | ---------------- | ---------- | ---------- | --------------- | --------------- | --------------- | ------------------ | ------------------ | ------------------ | ----------- | ----------- | ----------- | ------ | ------ |
| 2014                | San Paolo        | CP+A             | 4+18       | 0+1        | CB              | 3               | 0               | CL                 | 3                  | 1                  | -           | -           | -           | 28     | 2      |
| 2015                | San Paolo        | CP+A             | 8+6        | 2+1        | CB              | 0               | 0               | CL                 | 2                  | 0                  | -           | -           | -           | 16     | 3      |
| Totale San Paolo    | Totale San Paolo | Totale San Paolo | 12+24      | 2+2        |                 | 3               | 0               |                    | 5                  | 1                  |             | -           | -           | 44     | 5      |
| ago.-2015 gen.-2016 | Monaco           | L1               | 5          | 0          | CdF+CdL         | 1+0             | 0               | UEL                | 0                  | 0                  | -           | -           | -           | 6      | 0      |
| gen.-giu. 2016      | Standard Liegi   | DI               | 10         | 2          | CdB             | 2               | 0               | -                  | -                  | -                  | -           | -           | -           | 12     | 2      |
| 2016-2017           | Monaco           | L1               | 11         | 6          | CdF+CdL         | 2+1             | 0+2             | UCL                | 2                  | 0                  | -           | -           | -           | 16     | 8      |
| Totale Monaco       | Totale Monaco    | Totale Monaco    | 16         | 6          |                 | 4               | 2               |                    | 2                  | 0                  |             | -           | -           | 22     | 8      |
| Totale carriera     | Totale carriera  | Totale carriera  | 62         | 10         |                 | 9               | 2               |                    | 7                  | 1                  |             | -           | -           | 78     | 13     |

## Palmares

### Club

#### Competizioni nazionali
- Campionato francese: 1

Monaco: 2016-2017

#### Competizioni statali
- Campeonato Paranaense: 1

Operario: 2025